# Doloclanes cheni
Doloclanes cheni är en nattsländeart som först beskrevs av Li-Peng Hsu och Chin-Seng Chen 1996. Doloclanes cheni ingår i släktet Doloclanes och familjen stengömmenattsländor. Inga underarter finns listade i Catalogue of Life.